# Alfredo Zayas y Alfonso

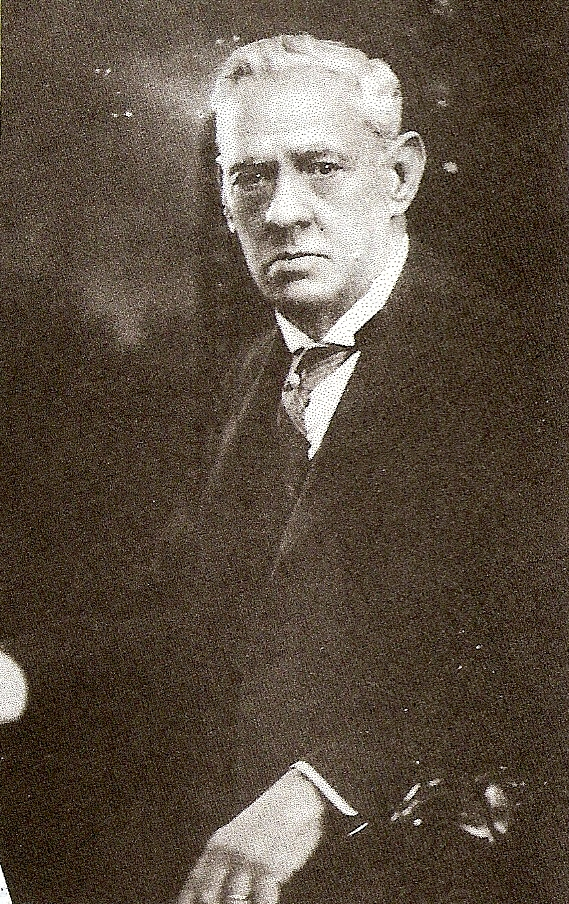

Alfredo de Zayas y Alfonso (Havana, 21 de fevereiro de 1861 - Havana, 11 de abril de 1934) foi um advogado, poeta e político cubano. Atuou como promotor de justiça, juiz, prefeito de Havana, secretário da Convenção Constitucional, senador em 1905, presidente do Senado em 1906, vice-presidente entre 1908 e 1913 e Presidente de Cuba de 20 de maio de 1921 a 20 de maio de 1925.